# Сапожник

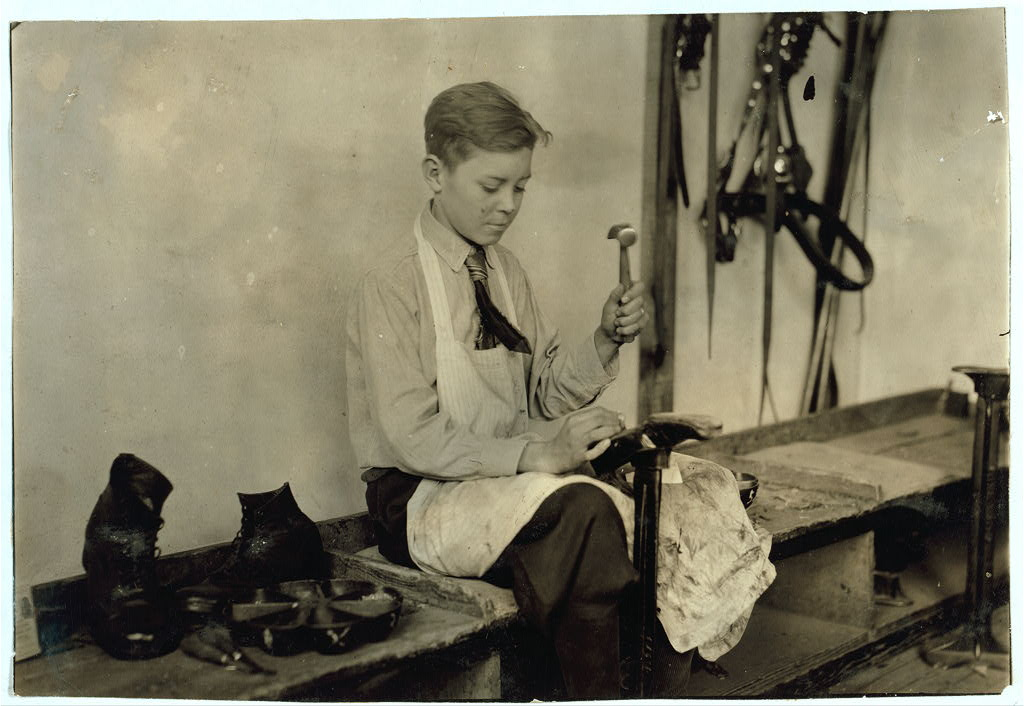
Ученик сапожника, 1917 год

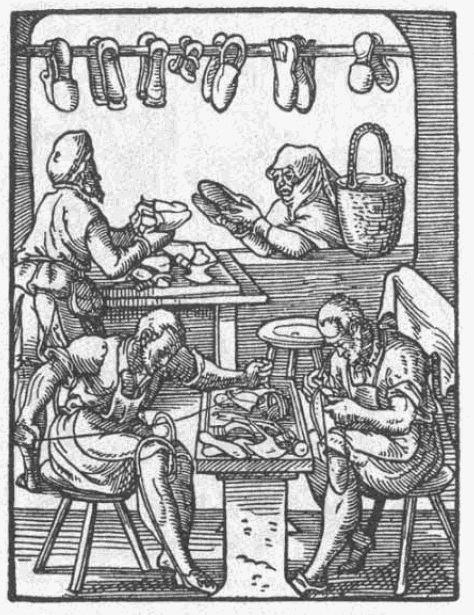
Сапожная мастерская: производство, ремонт и продажа обуви, 1568 год

Сапо́жник — мастер (специалист), который производит и ремонтирует обувь вручную. 
Сапожники также могут выполнять другие работы, связанные с кожей, такие как ремонт ремней или шитье других предметов, таких как сумки.

## История
История профессии относится к очень древним временам, примерно 15 000 лет назад или более, когда пещерный человек начал защищать свои ноги, обвязывая их чем-то вроде веревки.
Самая старая кожаная обувь в мире, возраст которой составляет 5500 лет, была обнаружена в Вайоцдзорской области в Армении, на границе этой страны с Ираном и Турцией. Она сделана из цельного куска воловьей кожи, имеет шнурки для завязывания вокруг ноги его владельца. Обувь имеет длину 24,5 сантиметра, ширину от 7,6 до 10 см и датируется примерно 3500 годом до нашей эры, и относится к медному веку.
До индустриализации вся обувь производилась вручную. С введением машинного производства обуви примерно в 1870 году ремесло, в котором раньше было много сотрудников, резко сократилось. Подмастерьев-сапожников, занятых в производстве обуви на обувных фабриках, называли «фабричными сапожниками», чтобы отличать их от своих коллег, которые работали в ремесленных предприятиях. Сегодня производство обуви ручной работы стало очень редким явлением, поскольку на это уходит очень много времени. Мастеру-сапожнику требуется от 30 до 40 часов для изготовления обуви ручной работы. Сапожники, которые производят обувь вручную в кустарных промыслах, часто используют название «сапожники на заказ» от своих коллег-профессионалов, работающих в ремонтных мастерских. Обувь также изготавливается вручную мастерами-ортопедами и сапожниками, которые работают в театрах или «сапожниками для балета» в оперных театрах. В обувной промышленности работают в основном производители обуви — обувщики.

### Современность
Большинство сапожников (мастера, подмастерья и ученики) сейчас работают в ремонтных мастерских. Разнообразие материалов здесь значительно увеличилось. В прошлом преобладали кожа и резина, сегодня — различные виды пластмасс. Это разнообразие требует хорошего знания свойств материалов, подходящих клеёв и методов соединения. Следовательно, шлифовальные работы и работы по склеиванию являются основными видами деятельности ремонтной мастерской. Кроме того, по-прежнему ведутся швейные работы на подошве и голенище. Ручное производство пары обуви по-прежнему является предметом изучения учеников-подмастерьев. Однако, поскольку большая часть современной обуви это клееная продукция массового производства, ремонту подлежит только часть обуви.
Промышленное производство обуви XX века привело к исчезновению сапожника как изготовителя в пользу сапожника, который специализируется на ремонте обуви. Эта профессия находится под угрозой исчезновения, поскольку обувь и сапоги изготавливаются на фабрике, а не вручную. В более бедных странах есть «сапожники», и наоборот, в более богатых странах обувь производится фабрично.

## Инструменты сапожника

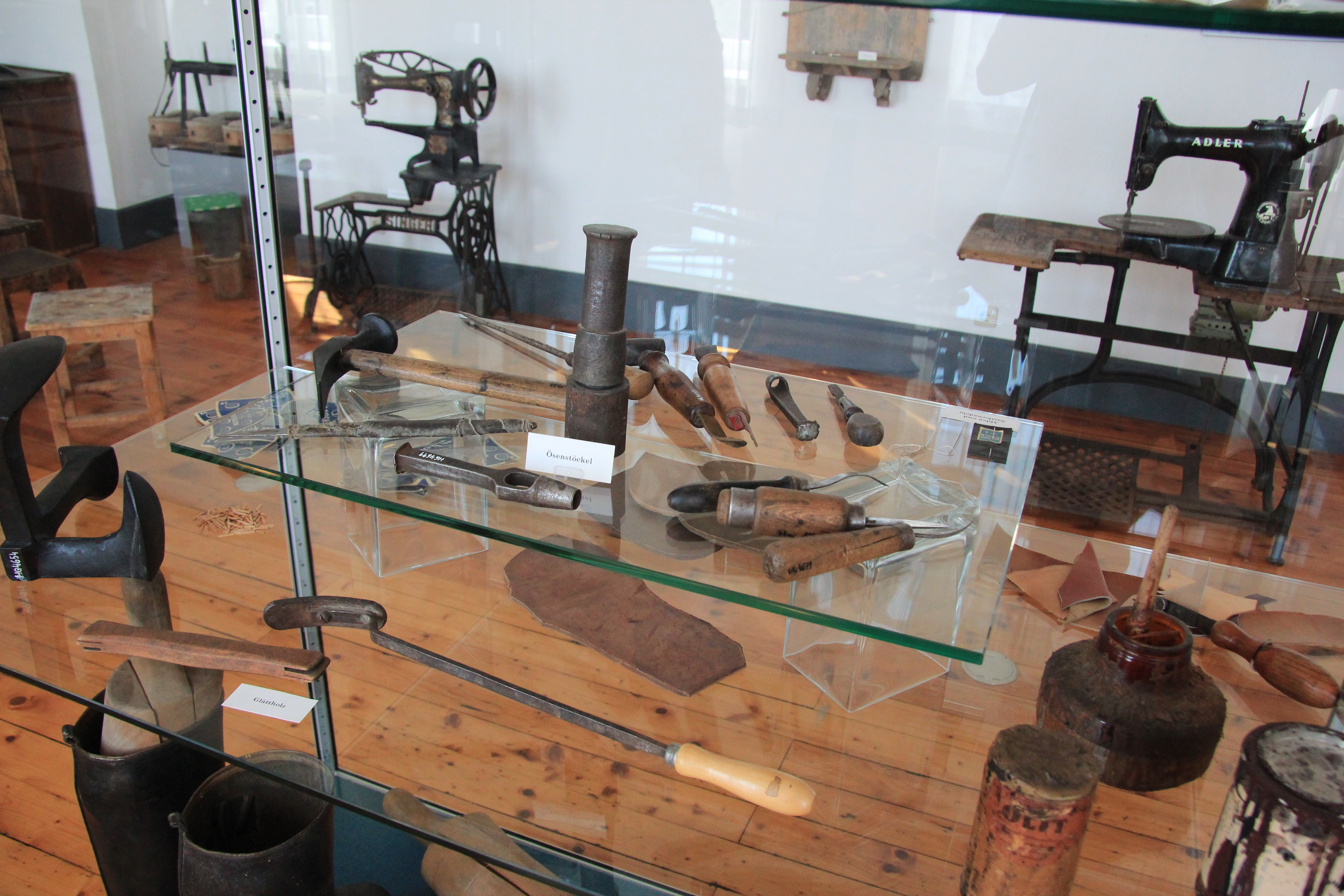
Традиционные инструменты сапожника

Инструменты сапожника для изготовления обуви почти не менялись за столетия. Он был дополнен только более производительными машинами (например, пневматический пресс избавляет от необходимости вручную постукивать по подошве сапожником или молотком). Исключение составила лишь стегальная машина, используемая для шитья верхней части обуви.
- молоток (для простукивания),
- клещи (дергают гвозди, натягивают кожу и прочее[5]);
- кусачки (для вытаскивания гвоздей),
- широкие кусачки (для протягивания стержня над последним),
- узкие кусачки или плоскогубцы (для распределения верхних кожаных складок на кончике и пятке),
- сапожный нож (для обрезки подошв и пяток),
- точильный камень (для заточки ножа),
- точильная сталь (для повторной заточки),
- рашпиль, наждачная бумага, для обработки подошв и пяток,
- подъемник мешка (для вытаскивания гвоздей),
- заостренные крючки (для вдавливания и открытия разреза),
- открывалка для трещин (для очистки разреза на подошве),
- скребок для трещин (для опускания разреза),
- крестообразное шило (для предварительного протыкания отверстий нижнего шва),
- сталь и свиная щетина (в качестве швейных игл), придание шероховатости (для подготовки клейких поверхностей),
- кромочный нож (для удаления заусенцев с краев подошвы), круглое шило или гвоздь (для прокалывания отверстий под деревянные гвозди),
- битое стекло или скребок (для удаления волокон кожи) ,
- деревянный брусок (для прижатия краев подошвы)

## Факты
- Профессия сапожника породила множество явлений современной культуры, например, поговорку «Сапожник без сапог» (описывающую ситуацию, когда профессионал в какой-то области напрасно не пользуется собственным умением в личных целях). Существуют выражения «материться как сапожник» и «пьян как сапожник». Сапожниками также называют мастеров по ремонту обуви.
- «Международный день сапожника» отмечается 26 ноября[6].